# Cmentarz wojenny nr 112 – Rożnowice
Cmentarz wojenny nr 112 – Rożnowice – zabytkowy cmentarz z I wojny światowej, zaprojektowany przez Jana Szczepkowskiego, położony na terenie wsi Rożnowice w gminie Biecz w powiecie gorlickim w województwie małopolskim. Jeden z ponad 400 zachodniogalicyjskich cmentarzy wojennych zbudowanych przez Oddział Grobów Wojennych C. i K. Komendantury Wojskowej w Krakowie. Należy do IV Okręgu Łużna.

## Opis
Cmentarz znajduje się w obrębie pól uprawnych około 650 m na północ od rozwidlenia drogi wojewódzkiej nr 980 w kierunku Sitnicy, oznaczony oryginalnym drogowskazem, na działce ewidencyjnej nr 325.
Cmentarz ma kształt prostokąta o powierzchni ogrodzonej około 570 m². Głównym akcentem architektonicznym obiektu jest położony na najwyższym wzniesieniu pola grobowego drewniany krzyż. Otoczony jest ogrodzeniem z wysokiego otynkowanego muru. Układ grobów rzędowy, symetryczny względem alejki środkowej, z nagrobkami w formie betonowych stel z żeliwnymi tablicami oraz krzyżami jedno i dwuramiennymi żeliwnymi i z metalowych płaskowników na betonowych cokołach.

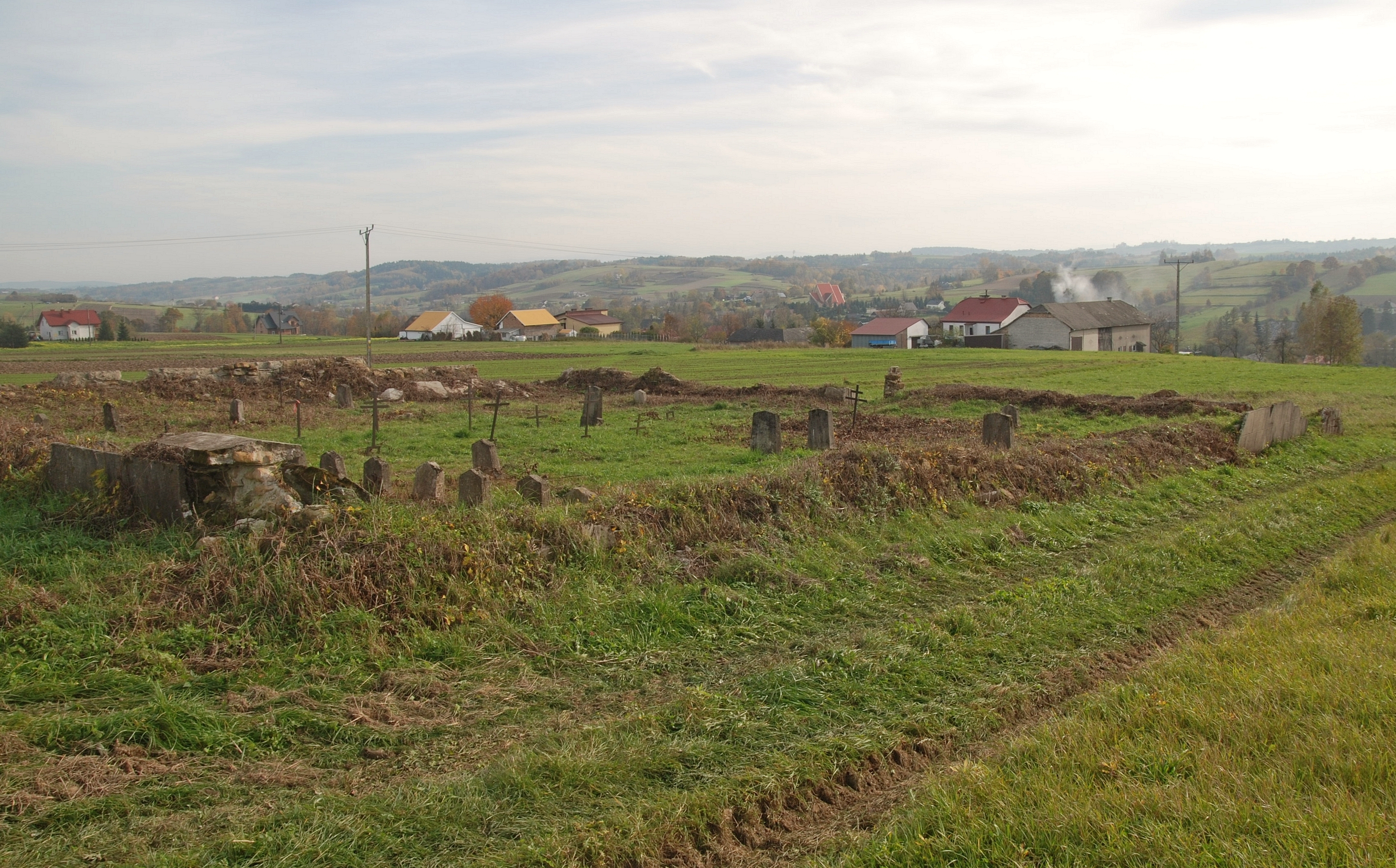
Widok ogólny 2017
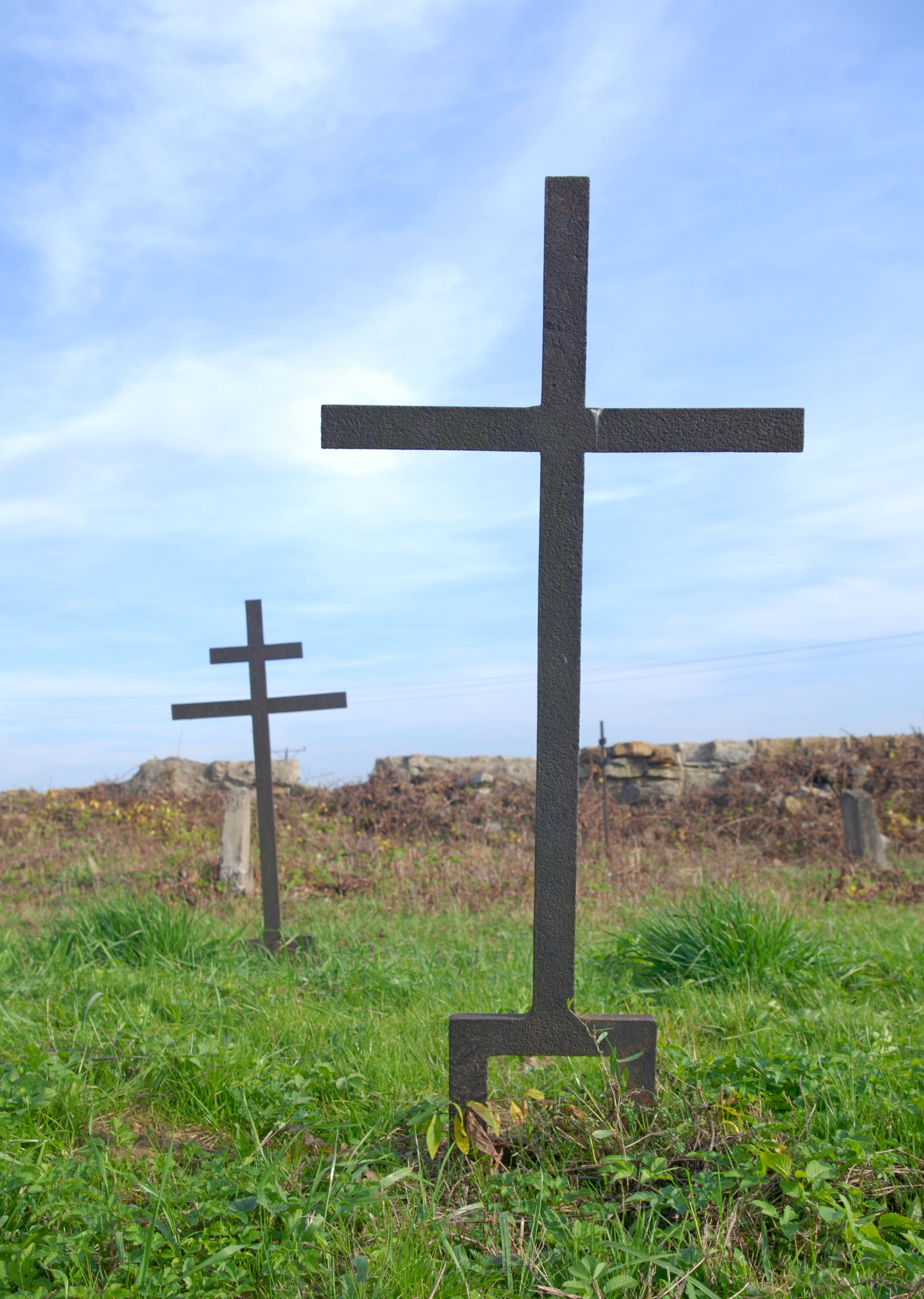
Krzyże 2017
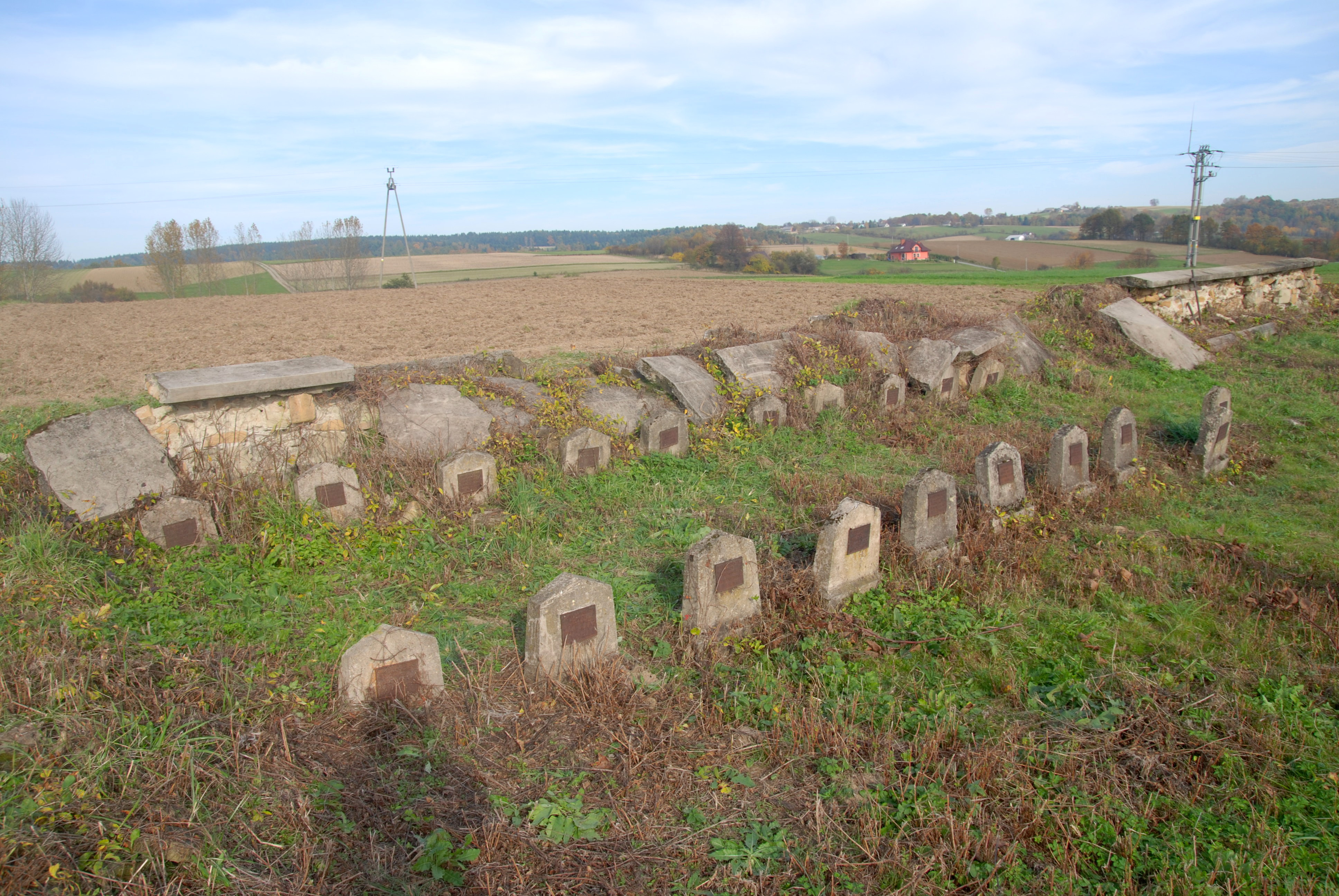
Stele 2017

Na cmentarzu jest pochowanych 250 żołnierzy w 189 pojedynczych grobach i w 19 zbiorowych:
- 71 żołnierzy austro-węgierskich z: 10 i 16 Pułku Piechoty Węgierskiej Obrony Krajowej
- 22 żołnierzy niemieckich z: 1 Królewskiego Pruskiego Pułku Grenadierów Gwardii Cesarza Aleksandra, 2 Królewskiego Pruskiego Pułku Grenadierów Gwardii Cesarza Franciszka i 4 Królewskiego Pruskiego Pułku Grenadierów Gwardii Królowej Augusty
- 157 żołnierzy rosyjskich

poległych w maju 1915. 
Cmentarz bardzo zaniedbany, mur w rozsypce, drewniany krzyż powalony (stan 2015). 17 kwietnia 2016 miejscowa OSP przeprowadziła sprzątanie cmentarza.

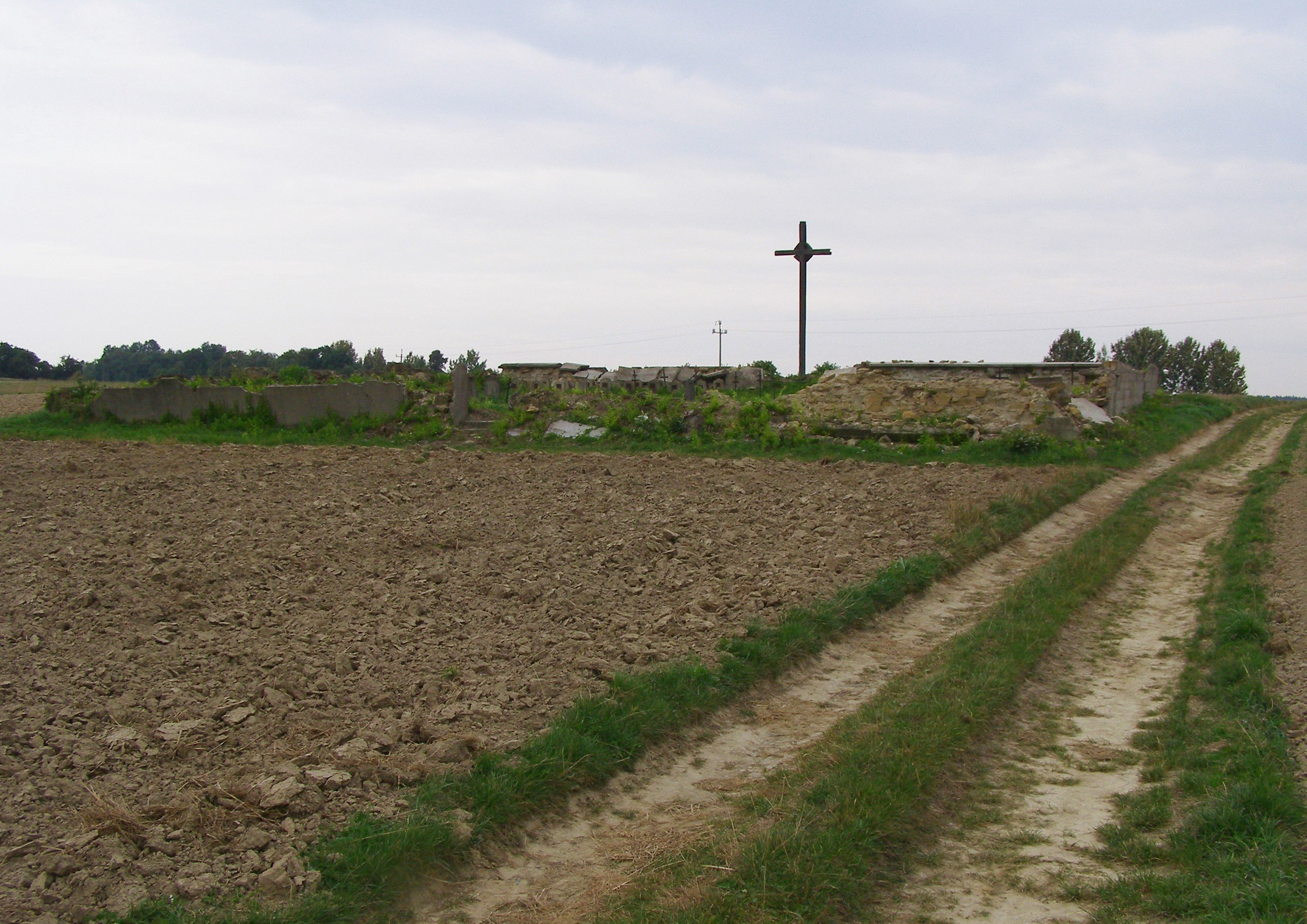
Widok ogólny 2006
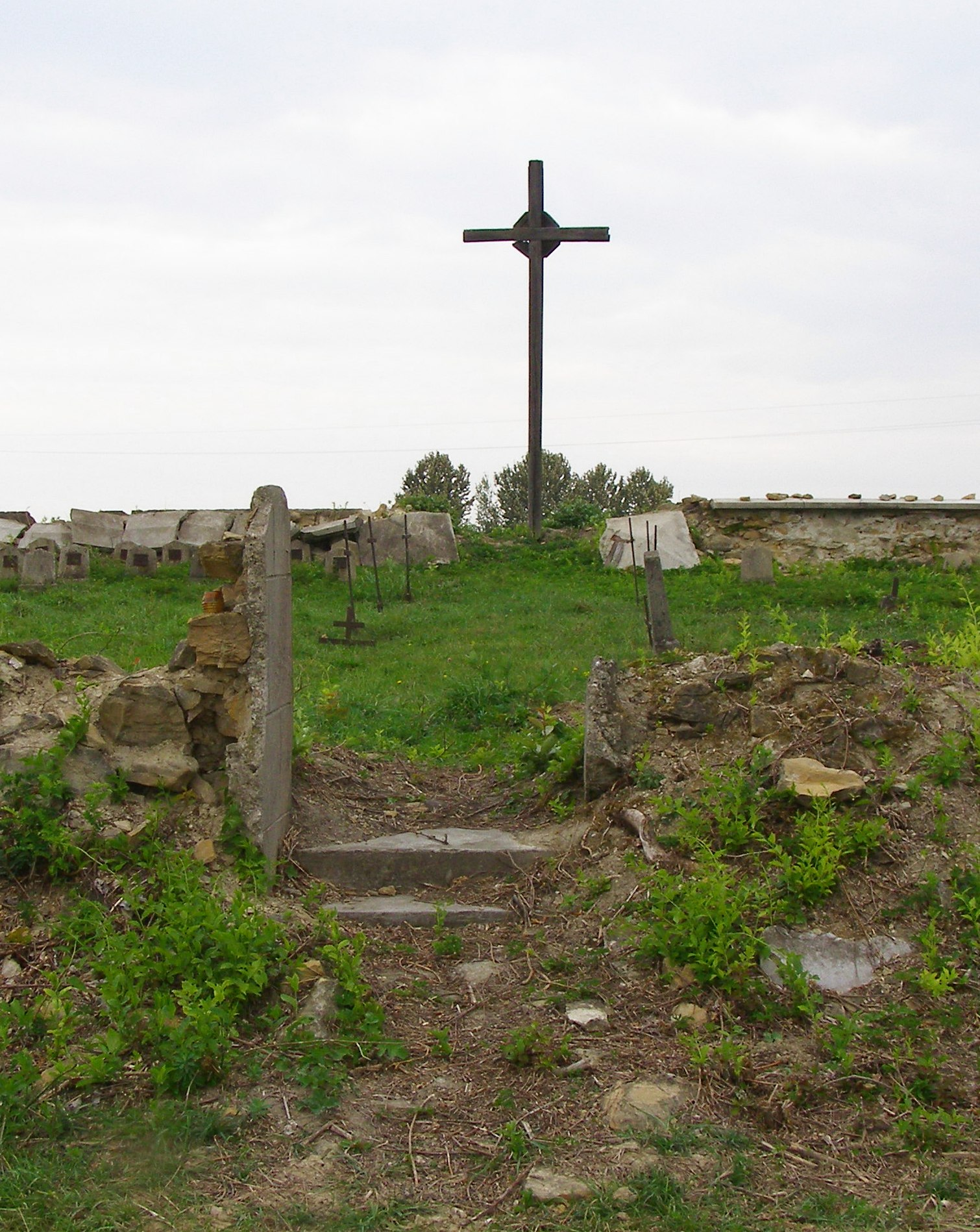
Krzyż główny 2006
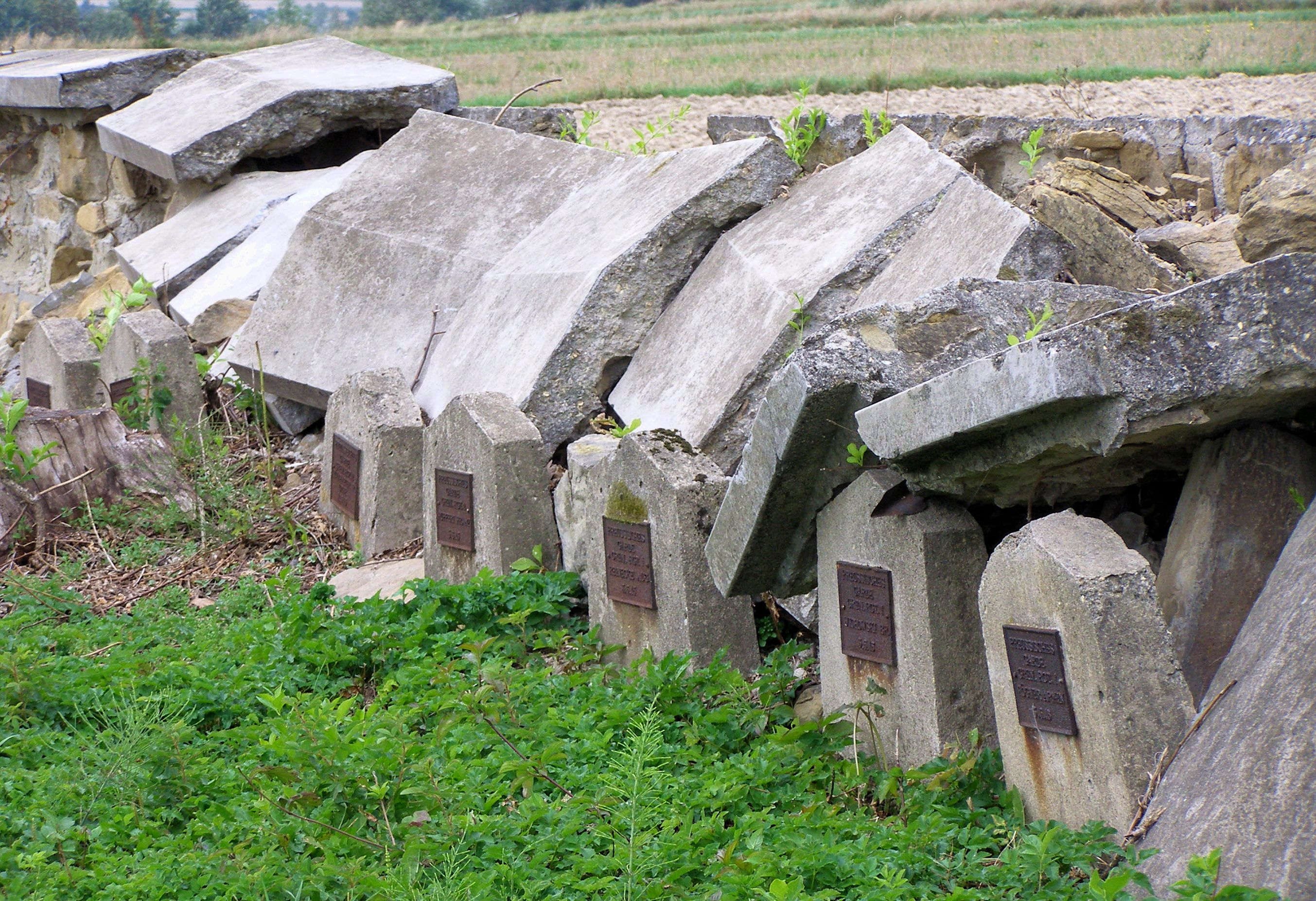
Stele 2006